# Pitrus
Pitrus (Juncus effusus) is een plantensoort uit de russenfamilie (Juncaceae). 

## Determinatie
Pitrus is een vaste, kruidachtige plant. Ze groeit in pollen en bereikt een hoogte van 20–150 cm. De glanzende groene stengels zijn ongeveer 3 mm dik. Het sponsachtige merg in de stengel is samenhangend en ononderbroken. Na het drogen vertonen de stengels fijne streepjes. De plant heeft een korte, sterk vertakte wortelstok. De plant heeft roodbruine, schedeachtige bladeren aan de stengelvoet. Het eindelingse blad is stengelachtig.
De bloeiperiode loopt van juni tot augustus. De bloemen zijn bruin en vormen met elkaar een losse bloeiwijze, maar is niet zelden ineengedrongen. Aan de voet van de bloem zitten twee vliezige steelblaadjes. De rest van de stijl zit aan de top van de vrucht en niet op een verhoging zoals bij biezenknoppen (Juncus conglomeratus). De bloem heeft meestal drie meeldraden.
De plant vormt een doosvrucht, die veel zaadjes bevat en aan de top vaak iets ingedeukt is. De zaden hebben geen aanhangsel (mierenbroodje), maar zijn wel kleverig door de aanwezige borstelhaartjes, waarmee ze aan vogels blijven kleven.

## Ecologie
Pitrus groeit op vochtige plekken, zoals langs de waterkant, in het weiland en in moerassen. Ze is in staat om ook op anaerobe gronden te groeien doordat ze via het aerenchym (sterparenchym) zuurstof naar de wortels kan transporteren.

### Syntaxonomie
Pitrus treedt op in tal van syntaxa. Ze komt vooral veel voor in graslanden van de pijpenstrootje-orde.
Pitrus is een indicatorsoort voor het vochtig grasland gedomineerd door russen (hj), een karteringseenheid in de Biologische Waarderingskaart (BWK) van Vlaanderen en het Brussels Hoofdstedelijk Gewest.

## Gebruik
De oliepit van een olielamp werd (vroeger) gemaakt van pitrus. In siertuinen wordt pitrus gebruikt als vijverplant.

## Fotogalerij

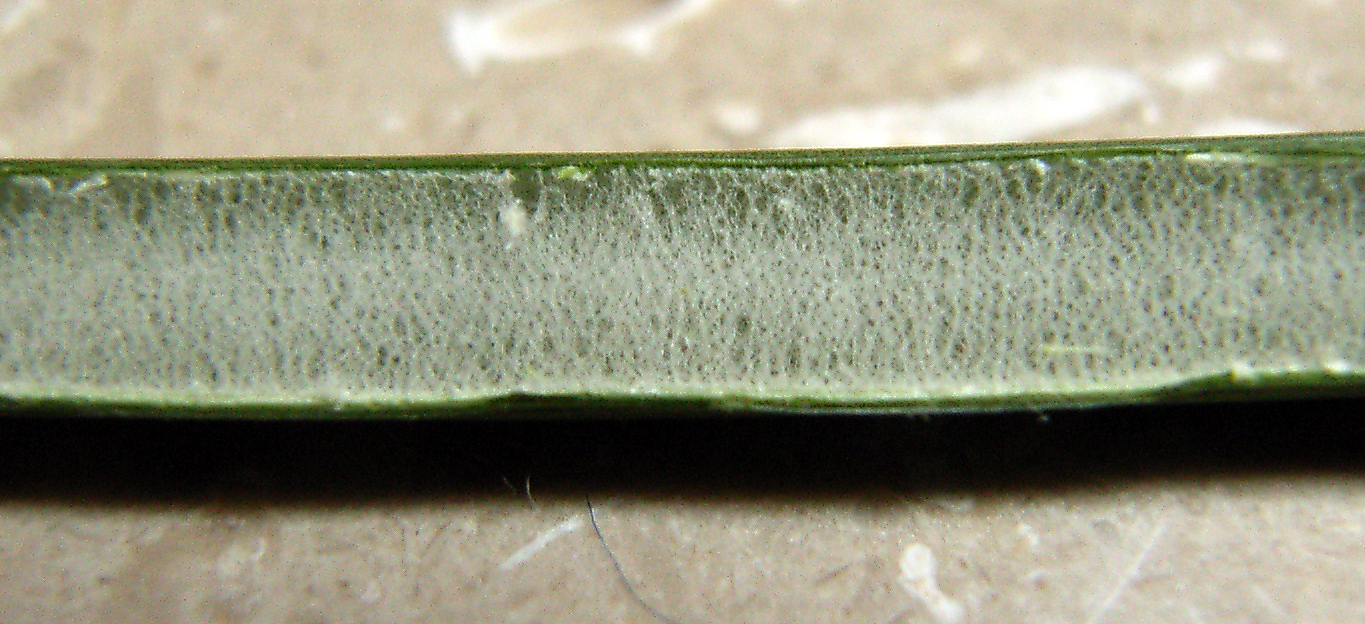
Merg
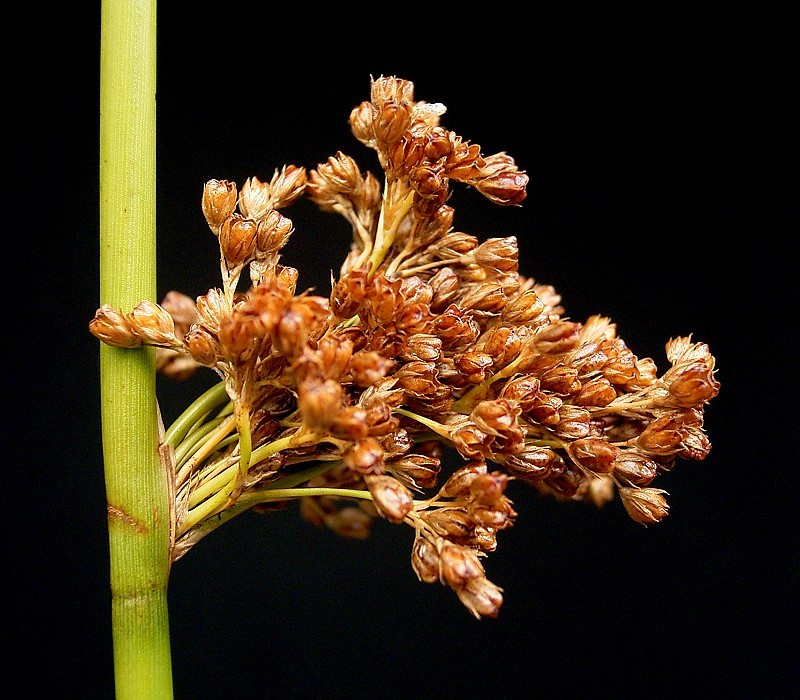
Bloeiwijze close-up